# Fluorek tionylu
Fluorek tionylu, SOF
2 – nieorganiczny związek chemiczny, bezbarwny gaz o temperaturze topnienia ok. −130 °C i wrzenia ok. −44 °C. Ma strukturę piramidy trygonalnej z atomem siarki na wierzchołku. Kąty O−S−F mają wartość 106,2°, a kąt F−S−F 92,2°.
Można go otrzymać w wyniku wymiany chlor–fluor pomiędzy chlorkiem tionylu (SOCl
2), a trifluorkiem antymonu (SbF
3):
3SOCl
2 + 2SbF
3 → 3SOF
2 + 2SbCl
3
Jest również produktem spontanicznej hydrolizy (z wilgoci z powietrza) tetrafluorku siarki (SF
4) powstającego z rozpadu heksafluorku siarki (SF
6) w łuku elektrycznym.
Podobnie jak inne halogenowe związki tionylu, łatwo ulega hydrolizie do fluorowodoru i dwutlenku siarki:
SOF
2 + H
2O → 2HF + SO
2